# 스리 데이스 오브 레인
스리 데이스 오브 레인(Three Days of Rain)은 리처드 그린버그의 1997년 희곡으로, 사우스 코스트 레터러토리에 의해 제작된 연극이다. 1998년 퓰리처상 희곡 부문에 후보에 올랐으며, 2006년 브로드웨이에서 공연되었다.